# Greenwood (Delaware)
Greenwood és una població dels Estats Units a l'estat de Delaware. Segons el cens del 2000 tenia 837 habitants.

## Demografia
Segons el cens del 2000, Greenwood tenia 837 habitants, 335 habitatges, i 211 famílies. La densitat de població era de 489,6 habitants/km².
Dels 335 habitatges en un 38,2% hi vivien nens de menys de 18 anys, en un 41,2% hi vivien parelles casades, en un 14,3% dones solteres, i en un 37% no eren unitats familiars. En el 31,9% dels habitatges hi vivien persones soles el 14,6% de les quals corresponia a persones de 65 anys o més que vivien soles. El nombre mitjà de persones vivint en cada habitatge era de 2,5 i el nombre mitjà de persones que vivien en cada família era de 3,15.
Per edats la població es repartia de la següent manera: un 31,8% tenia menys de 18 anys, un 10,6% entre 18 i 24, un 29,3% entre 25 i 44, un 15,4% de 45 a 60 i un 12,9% 65 anys o més.
L'edat mediana era de 30 anys. Per cada 100 dones de 18 o més anys hi havia 89,1 homes.
La renda mediana per habitatge era de 35.588 $ i la renda mediana per família de 40.000 $. Els homes tenien una renda mediana de 30.066 $ mentre que les dones 21.094 $. La renda per capita de la població era de 13.918 $. Aproximadament el 8,3% de les famílies i l'11,5% de la població estaven per davall del llindar de pobresa.

## Poblacions més properes
El següent diagrama mostra les poblacions més properes.